# Josal Luiz Pellegrino
Josal Luiz Pellegrino (* 2. Juni 1943 in Rio de Janeiro) ist ein ehemaliger brasilianischer Diplomat.

## Leben
Josal Luiz Pellegrino ist der Sohn von Alica Mourâo Pelegrino und José Pellegrino. Er schloss 1971 ein Studium der Geschichtswissenschaft und Politikwissenschaft an der Universität Göteborg ab, trat 1976 in den auswärtigen Dienst ein und wurde zum Gesandtschaftssekretär dritter Klasse ernannt sowie der Abteilung Naher Osten zugewiesen.
Ab 1977 wurde Pellegrino als Geschäftsträger und Assistent in der Abteilung Afrika II zunächst nach Bissau und ein Jahr später als Assistent in die Abteilung Außenhandelsförderung versetzt, von wo aus er den brasilianischen Pavillon auf der Messe in Maputo betreute. Im Jahr 1979 wechselte er als Assistent in die Leitung der Abteilung Messen und Tourismus, wurde noch im gleichen Jahr, am 21. Juni, zum Gesandtschaftssekretär dritter Klasse ernannt und betreute die Messe bei Augusto Pinochet in Santiago de Chile.
1980 wurde Pellegrino der Abteilung Kommunikation und Archiv zugewiesen und 1982 als Geschäftsträger nach Kinshasa versetzt. Zwischenzeitlich absolvierte er den Curso de Aperfeiçoamento de Diplomatas des Rio Branco-Institutes und wurde am 22. Juni 1983 in Anerkennung seiner Leistung zum Gesandtschaftssekretär erster Klasse ernannt.
Nach einer Verwendung ab 1984 bei der Mission beim Büro der Vereinten Nationen in Genf wurde Pellegrino 1987 Geschäftsträger in Prag, 1990 in San Salvador und übernahm 1992 die Leitung des Archivs. Am 22. Juni 1993 wurde er in Anerkennung seiner Leistung zum Gesandtschaftsrat ernannt und als solcher 1995 nach Paris versetzt. 1997 legte er im Rahmen des Curso de Alto Estudios die Studie O papel atual e potencial do Parlamento Europeu nas relações da União Européia com o Brasil, vor und ein Jahr später in die Abteilung Bundesangelegenheiten übernommen. Am 27. Dezember 2000 wurde Pellegrino zum Gesandten zweiter Klasse ernannt, leitete dann ab 2001 die Passabteilung und die Abteilung für Brasilianer im Ausland. Ein Jahr später wurde er
als Geschäftsträger in Islamabad und ab 2003 in Port of Spain sowie Leiter der Passabteilung eingesetzt. Im Januar 2006 leitete er die brasilianische Auslandsvertretung in Ramallah und erhielt vom 24. November 2006 bis zum 11. Mai 2011 die Berufung als Botschafter in Lusaka.